# Jaroslav Kabeš
Jaroslav Kabeš (* 18. Juni 1896 in Tábor; † 15. August 1964 in Prag) war ein tschechoslowakischer Ökonom, Bankier und Politiker der Kommunistischen Partei der Tschechoslowakei (KPTsch). Er war von 1949 bis 1953 tschechoslowakischer Finanzminister sowie in den 1950er-Jahren Generaldirektor der Tschechoslowakischen Staatsbank. Er interessierte sich für Philosophie und Literatur und verfasste selbst Gedichte, auch unter diversen Pseudonymen.

## Leben und politische Karriere
Jaroslav Kabeš besuchte von 1907 bis 1914 ein Gymnasium und die Handelsakademie in Chrudim. Im Ersten Weltkrieg diente er in Italien und Russland. Er arbeitete dann für verschiedene Banken, unter anderem für die Agrarbank (Agrární banka). Kabeš gehörte 1921 zu den Gründungsmitgliedern der Kommunistischen Partei der Tschechoslowakei (KPTsch). Er nahm an der illegalen Arbeit der Partei im Protektorat Böhmen und Mähren teil. Von 1946 bis 1954 war er Mitglied des Zentralkomitees der KPTsch, danach bis 1962 Mitglied der Zentralen Revisions- und Kontrollkommission des ZK der KPTsch.
Bereits im September 1945 wurde Kabeš zum Generaldirektor der Landwirtschaftsbank (Zemědělská banka, ehem. Agrarbank) berufen, im Oktober 1946 zum ersten stellvertretenden Direktor der Gewerbebank (Živnostenská banka) und war gleichzeitig in der Verwaltung und im Bankrat der Tschechoslowakischen Nationalbank (Národní banka československá) tätig. Von 1953 bis 1957 war Kabeš Generaldirektor der Tschechoslowakischen Staatsbank (Státní banka československá).
In den Regierungen Regierung Antonín Zápotocký und Regierung Viliam Široký I bekleidete Kabeš vom 4. April 1949 bis zum 14. September 1953 den Posten des Finanzministers und war als solcher wesentlich für die Vorbereitung und Durchführung der Währungsreform 1953 verantwortlich, welche die Ersparnisse der Bevölkerung vernichtete und zum Absinken des Lebensniveaus führte.
1961 erhielt Kabeš den Orden der Republik.